# Норильский никель (судно)
«Норильский никель» — контейнерное судно усиленного ледового класса, с пониженным
надводным бортом, четырьмя трюмами, оборудованными люковыми закрытиями,
машинным отделением и надстройкой, расположенными в корме, с рубкой,
обеспечивающей полный круговой обзор и оборудованное винторулевым комплексом Azipod,
позволяющим реализовать концепцию судна двойного действия (Double Acting Ship):
в открытой воде судно перемещается носовой частью вперёд, а по тонкому и торосистому льду —
кормой вперёд. Конструкция и ледовые усиления корпуса позволяют преодолевать гладкий лёд
толщиной до 1,7 метра и торошённый лёд толщиной до 1,5 метров со значительно
меньшей установленной мощностью (13 МВт) и более низкими энергозатратами, чем обычное
дизельное судно с аналогичным весом и конструкцией корпуса.